# Trachymene myrtifolia
Trachymene myrtifolia är en flockblommig växtart som beskrevs av Franz Wilhelm Sieber och Augustin Pyrame de Candolle. 
Trachymene myrtifolia ingår i släktet Trachymene och familjen flockblommiga växter. Inga underarter finns listade i Catalogue of Life.